# 歐清石
歐清石（1897年6月5日—1945年5月31日）字寓浪，澎湖馬公人。日治台灣律師、政治人物。
歐清石於1917年畢業於臺灣總督府國語學校乙科師範部，後來任職於澎湖公學校訓導和澎湖郡役所，1928年辭職並前往日本留學。1930年3月畢業於早稻田大學專門部法律科，1931年通過日本高等文官行政科及司法科考試。在東京工作三年後於1933年返回台灣，在臺南開設律師事務所，當選律師公會副會長。
1935年市會選舉中，歐清石獲臺灣地方自治聯盟推薦，當選民選臺南市會議員。
1937年，日本發動第二次中日戰爭，並在臺南組織防衛團，台南市政府要求歐清石擔任防衛團長，又任命日籍律師井戶諫擔任團長，歐清石由於不滿井戶諫的態度，拒絕與其合作。日本當局於是將其視為「國敵」，派人追蹤監視。後來歐清石被懷疑與郭國基等人陰謀引導中國軍隊登陸台灣，於是於1942年8月的東港事件中被捕，先是被判死刑，後日治台灣當局判處其無期徒刑，並將其關押在臺北監獄。
1945年5月31日死於臺北大空襲。1953年入祀澎湖忠烈祠。